# Walter Costa (pilote)
Walter Costa est un ancien pilote de rallyes burundais.

## Palmarès
- 1990: Champion d'Afrique des rallyes (ARC), sur Peugeot 205 (copilote Rudy Cantanhede, futur triple champion consécutif du Rwanda des rallyes comme pilote cette-fois, vainqueur notamment du "Rwanda Mountain Gorilla Rally" local, et 5e du safari rally kényan en 2004);
- Rallye du Burundi en 1987 (copilote Philippe Colette), et 1990 (copilote Rudy Cantanhede)
  - 2e du rallye de Zambie en 1989 (copilote Ph.Colette, toujours sur Peugeot 205).